# Quíscal de Nicaragua
El quíscal de Nicaragua (Quiscalus nicaraguensis) és un ocell de la família dels ictèrids (Icteridae).

## Hàbitat i distribució
Habita pantans d'aigua dolça, vores de llacs i pastures de les terres baixes del sud-oest de Nicaragua i nord de Costa Rica.